# ياو كين واي
ياو كين واي (بالصينية: 丘建威) هو مدرب كرة قدم ومعلق رياضي ولاعب كرة قدم صيني في مركز قلب الدفاع، ولد في 4 يناير 1973 في هونغ كونغ في الصين. لعب مع نادي كيتشي.